# Verkiezingen voor het Europees Parlement 2009/Kandidatenlijst/Groen
Dit is de kandidatenlijst van het Belgische Groen! voor de Europese verkiezingen van 2009. De verkozenen staan vetgedrukt.

## Effectieven
1. Bart Staes
2. Joke Van de Putte
3. Meyrem Almaci
4. Hugo Van Dienderen
5. Maarten Tavernier
6. Rik Jellema
7. Sara Matthieu
8. Francine De Prins
9. Inan Asliyüce
10. Philippe Avijn
11. Tom Kestens
12. Tinne Van Der Straeten
13. Vera Dua

## Opvolgers
1. Wouter Van Besien
2. Eva Lauwers
3. Tom Declercq
4. Karin Van Hoffelen
5. Dirk Vansintjan
6. Inge Jooris
7. Wouter De Vriendt
8. Magda Aelvoet